# Close (Familienname)
Close ist der Familienname folgender Personen:
- Alex Close (1921–2008), belgischer Radrennfahrer
- Brian Close (1931–2015), englischer Cricketspieler
- Charles Close (1865–1952), britischer Geograph
- Chuck Close (1940–2021), US-amerikanischer Maler
- Del Close (1934–1999), US-amerikanischer Schauspieler, Komiker und Schauspiellehrer
- Elizabeth Scheu Close (1912–2011), österreichisch-US-amerikanische Architektin
- Eric Close (* 1967), US-amerikanischer Schauspieler
- Frank Close (Francis Edwin Close; * 1945), britischer Physiker
- Glenn Close (* 1947), US-amerikanische Schauspielerin
- Ivy Close (1890–1968), britische Schauspielerin
- Joshua Close (* 1981), kanadischer Schauspieler
- Maxwell Henry Close (1822–1903), irischer Geologe
- Nicholas Close († 1452), englischer Priester
- Ray Close (* 1969), britischer Boxer
- Robert L. Close, australischer Zoologe
- Sasha Close (* 1973), australische Schauspielerin
- Seamus Close (1947–2019), nordirischer Politiker